# Joey Benin
Joey Benin o Joey B. es un cantante, bajista, productor, compositor y arreglista musical filipino nacido en Manila, que formó parte de la banda musical Side A.

## Vida personal
Joey estudió en la UP la universidad de música con especialidad en guitarra y especialización de Piano. Está casado con Eva Marie "Bing" Ledesma-Benin, a quien le compuso un tema musical dedicada a su esposa actual. Ellos tienen cuatro hijos: Boey, Jaco, Clara (inspirada en la canción Ojos de Clara) y Sarah.
Joey Benin heredó el talento de su padre en la música, actualmente es miembro de un grupo musical de género pop llamado  A-Pop. Que lleva a cabo un programa semanal difundida por la cadena televisiva ABS-CBN llama ASAP XV.
Joey también es un empresario, tiene un criadero de peces y una consultoría de agronomía para el desarrallo Natural de materias Orgánicas para el cultivo de tierras en Silay, ubicada en la Isla de Negros Occidental. Joey también ha compuesto temas musicales para las organizaciones de cooperación llamadas Tapulanga y Kalipay. Ambas fundaciones se dedican en ayudar a los niños menos afortunados para encontrar un hogar y tener una buena educación.

## Carrera musical
En 1986 Joey Benin, o B empezó su carrera empezando como bajista de una banda musical. Cuando llamaron a Joey, pasó a formar parte de la banda musical Side A. Fue el miembro más joven de la banda y también responsable de la canción de "Eva Marie" o "Eva María", el sencillo que comenzó con Side A tras la grabación de su carrera. Con su aspecto juvenil y su voz suave, atraído a varias admiradoras. 
Dejó a Side A de forma permanente y con el paso del tiempo con su familia y su negocio. Joey B fue sustituido por Ned Esguerra Freeverse, un antiguo miembro.
Ha trabajado con grandes artistas de su país como Pido Lalimarmo, Janno Gibbs, Regine Velásquez, Martín Nievera, con su anterior banda Side A y con un famoso ingeniero sonido japonés, Koji Ishikawa.

## Discografía

### Composiciones y arreglos
- Yo creo en los sueños- Janno Gibbs
- Para siempre- Side A, único que ganó el Premio 1996 Awit a la Mejor Interpretación por un grupo para el tercer año consecutivo y la Canción del Año.
- Sólo tú- Regine Velásquez

### Tema de películas musicales
- Munting Hiling- Inang película Yaya
- 'Nanay - Inang tema Yaya (finalista Gabi ng Parangal Famas Premios '07)
- Para siempre(película Por Siempre)
- Tengo que creer en la magiaacuerdo de la canción (Tengo que creer película)

### Premios como mejor compositor y músico
- Canción del Año 1996 "Para siempre" Premios Awit
- Canción del Año 1996 "Para siempre" Premios de Música Katha
- Mejor Acuerdo de 1998 "Duyan Ugoy Ng " Premios Awit
- Planeta Pop 1999 3 º "Los ojos de Clara" lugar
- Canción de "ojos de Clara" El año 1999 los Premios Awit
- Mejor Arreglo de 1999 "Los ojos de Clara" Premios Awit